# Поплавок (пруд)
Поплавок (разг. Хлебное Озеро) — пруд-копань в Калининграде. Поплавок расположен в Центральном районе Калининграда, рядом с улицами Энгельса, Чапаева, проспектом Мира и Каштановой аллеей.
Размеры западной части водоёма — 200 метров в длину и 20-80 метров в ширину, восточной части — 160 метров в длину и 80 в ширину. Две части соединяются тремя протоками, между которыми находятся два островка, соединённые пешеходными мостами.

## История
Пруд был создан в начале XX века для ликвидации подтоплений прилегающих территорий, когда в западном пригороде Кёнигсберга строился новый престижный район Амалиенау. Цвиллингтайх стал местом отдыха жителей Амалиенау и одной из достопримечательностей района. Немецкое название (Пруд Близнецы) объясняется формой пруда: он состоит из двух примерно равных половин, которые соединяются тремя протоками.
После войны, в 1949 году, Цвиллингтайх был переименован в Поплавок. Однако в разговорной речи гораздо более распространённым было неофициальное название «Хлебное озеро». Оно связано с тем, что рядом с прудом находился хлебный магазин.
В 2008 году администрацией города Калининград было объявлено о конкурсе на разработку проектной и рабочей документации по реконструкции зоны отдыха, прилегающей к пруду.
Весной 2013 года на озере начались работы. В рамках реконструкции пруд был очищен от донных отложений, проведено укрепление берегов, работы по установке освещения набережной, проведена реконструкция мостов. Набережная открылась 25 апреля 2014 года.